# Rozgony

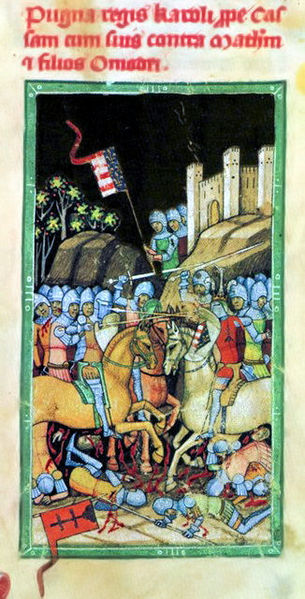
A rozgonyi csata ábrázolása a Képes krónikában. A Kassát jelképező vár előtt, fehér lovon ülő Károly Róbert kezében Anjou-címeres pajzzsal párviadalt vív valakivel, valószínűleg Amadé egyik fiával.

Rozgony (szlovákul: Rozhanovce) község Szlovákiában, a Kassai kerület Kassa-környéki járásában.

## Fekvése
Kassától 8 km-re északkeletre, a Tarca-folyó bal oldalán.

## Története
Írásban 1270-ben „Ruzgun” néven említik először: ekkor V. István király a falut más birtokokkal együtt a Fejér megyéből származó Básztélyi család tagjának, László herceg főpohárnok mesterének, Reinold magiszternek adta. Ők a 14. század első felében már Rozgonyiaknak nevezték magukat, és a család ezen a néven emelkedett a 15. századi magyar arisztokrácia élvonalába.
1312. június 15-én határában verte le Károly Róbert Aba Amadé fiainak Csák Máté segítette seregét (lásd: rozgonyi csata).
A pápai tizedjegyzék szerint már 1332-ben volt temploma. Ez idő tájt közepes jelentőségű falunak számított, évi átlag 15 garas pápai tizeddel (összehasonlításképpen: Kassa: 552, Gönc 107, Szepsi 96, Szikszó: 49 garas).
1363-ban két faluként – Kis- és Nagyrozgony – említik. 1427-ben 44 portát számláltak a településen, melyből Rozgonyi János 25, Rozgonyi György 10, az egri püspökség 9 portával rendelkezett. Portánként 5 személlyel számolva ez mintegy 220 lakost jelent. Kisrozgonynak 6 portája volt Rozgonyi János birtokában. A 16. századtól Kisrozgonyt már nem említik. 1553-ban Rozgonynak 23 portája volt. 1598-ban 72 ház állt a településen. 1746-ban vegyes szlovák-magyar lakosságú falu volt; lakosainak többsége katolikus.
A 18. század végén Vályi András így ír róla: „ROZGONY. Roszonovecz. Tót falu Abaúj Várm. földes Urai Sós, és több Uraságok, lakosai külömbfélék, vidékje nevezetes; fekszik Felső-Olcsvához közel, mellynek filiája; határja ha jól míveltetik, elég jól termő; vagyonnyai külömbfélék, és középszerűek.”
Fényes Elek 1851-ben kiadott geográfiai szótárában már szlovák faluként említették: „Rozgony, (Roschanovec), tót falu, Abauj vgyében, a Tarcza völgyében, ut. p. Kassához 1 1/4 órányira: 1027 r. kath., 66 evang., 50 ref., 230 zsidó lak. Kath. fil. templom. Synagóga. – Szántófölde sok, s trágya után jól fizet; rétjei kétszer kaszálhatók; erdeje elég; vizimalma van. Itt verte meg tökéletesen I. Károly az elhatalmasodott Trencsényi Mátét 1312-ben junius 15-én, sokat tevén e győzelemre az itteni bátran viaskodó szepesi nemesség, s a 16 szepesi városok serege. A réteken maig is látszanak sánczok nyomai, s a szántóföldeken fegyvereket, régi hadi készületeket gyakran találnak. F. u. Van Dernath, István, gr. Keresztesy, Csányi, Kenessey, Vouvermans, Desseöffy, Klestinszky, Kelcz, Melczer, Lánczy, Zombory, Hreblay.”
Borovszky Samu monográfiasorozatának Abaúj-Torna vármegyét tárgyaló része szerint: „Rozgony, mely körjegyzőség székhelye, 154 házzal, 1070 tótajku lakossal bir. Posta helyben van, táviróállomása Kassa. Kelcz Andor földbirtokos csinos régi nemesi kúriáját, mely szép parkban áll, Kelcz Zsigmond építtette a mult század közepe táján. A faluban 20 lóerőre berendezett szeszgyár is működik.”
A trianoni diktátumig Abaúj-Torna vármegye Kassai járásához tartozott.

## Népessége
| Év:            | 1994. | 2004.   | 2014.   | 2024.    |
| -------------- | ----- | ------- | ------- | -------- |
| Emberek száma: | 2037  | 2160    | 2368    | 2632     |
| Eltérés:       |       | +6,03 % | +9,62 % | +11,14 % |

| Év:            | 2023. | 2024.   |
| -------------- | ----- | ------- |
| Emberek száma: | 2637  | 2632    |
| Eltérés:       |       | -0,18 % |

1880-ban 927-en lakták, ebből 793 szlovák és 50 magyar anyanyelvű.
1890-ben 1070 lakosából 965 szlovák és 51 magyar anyanyelvű volt.
1900-ban 1063-en lakták: 820 szlovák és 152 magyar anyanyelvű.
1910-ben 1021-en lakták, ebből 803 szlovák és 121 magyar anyanyelvű.
1921-ben 1057 lakosából 943 csehszlovák és 56 magyar volt.
1930-ban 1133-an lakták, ebből 1081 csehszlovák és 12 magyar.
1991-ben 2023 lakosából 1904 szlovák és 4 magyar volt.
2001-ben 2062 lakosából 1998 szlovák és 5 magyar volt.
2011-ben 2255 lakosából 2062 szlovák és 7 magyar.

## Neves személyek
- Itt született 1838-ban Horovitz Lipót festőművész.
- Itt született 1869-ben Szamolányi Gyula költő.
- Itt hunyt el 1312-ben Szép Aba Csák Máté egyik familiárisa és seregvezére.
- Itt bérelt birtokot Kerényi Frigyes (1822-1852) költő, műfordító, ügyvéd.
- Itt szolgált Filepszállási Gergely (17. század) református lelkész, imaszerző.

## Nevezetességei
- A Szent Kereszt Felmagasztalása római katolikus templom 1770-ben épült. 1860-ban, 1882-ben, 1904 és 1975-ben renoválták.
- A Hétfájdalmú Szűzanya római katolikus templom 1991 és 1994 között épült.